# We've got tonite
We've got tonite is een lied geschreven door Bob Seger. Later werd de meer gangbare titel We've got tonight. Er verscheen een hele serie covers van dit lied. Naast de hieronder omschreven singles nam bijvoorbeeld Rita Coolidge het samen op met Jermaine Jackson. Als soloartiest nam Shirley Bassey het op en ook Barry Manilow.

## Bob Seger
Hijzelf had er het eerst succes mee. Hij bracht het via Capitol Records uit als single en als elpeetrack op Stranger in town. De single haalde plaats 13 in de Billboard Hot 100. In 1979 stond Seger er ook mee in de Britse hitparade; hij haalde in zes weken tijd de 41e plaats. Die hitnotering herhaalde hij in 1995 toen hij het onder We've got tonight opnieuw uitbracht. Toen waren vijf weken voor hem weggelegd met als hoogste plaats 22. Het plaatje kende ook een bescheiden succes in Australië, Canada, Ierland en Nieuw-Zeeland. Nederland en België lieten dat succes aan zich voorbij gaan.

## Kenny Rogers & Sheena Easton
Seger kon veel meer royalty's bijschrijven toen Kenny Rogers het als een duet zong met Sheena Easton. Zij zongen het in een country en westernstijl en haalden daarmee een eerste plaats in zowel de Amerikaanse als Canadese C&W-hitlijsten. Voor wat betreft de algemene lijsten haalden ze daarin de zesde (Billboard) respectievelijk vierde (Canada) plaats. In Engeland kwam het tot een 28e plaats in zeven weken.

### Hitnotering

#### Nederlandse Top 40
| Positie: | 33 | 22 | 21 | 21 | 28 | 38 | uit |

#### NederlandseMega Top 50
| Positie: | 46 | 45 | 36 | 24 | 24 | 24 | 36 | uit |

#### BelgischeBRT Top 30
| Positie: | 19 | 16 | uit |

#### VlaamseUltratop 50
| Positie: | 40 | 35 | 30 | 21 | 20 | 31 | uit |

#### NPO Radio 2 Top 2000
We've Got Tonight stond alleen in 1999 in de NPO Radio 2 Top 2000, op plek 1930.

## Anita Meyer & Lee Towers
Een Nederlandse bijdrage werd gevormd door Anita Meyer en Lee Towers, als gelegenheidsduo. Zij namen een album op met covers, waarvan deze single even aan de hitparades mocht tippen.

### Hitnotering

#### Nederlandse Top 40
| Positie: | 35 | 31 | 35 | uit |

#### NederlandseSingle Top 100
| Positie: | 35 | 36 | uit |

## Ronan Keating & Lulu
In 2002 nam weer een duo het op. Ronan Keating zong het in 2002 opnieuw de hitparades in. Het werd daarbij een bijna puur Europese aangelegenheid. Per land werd bekeken met wie Ronan het zong:
- Europa: met Lulu
- Duits sprekende landen: met Jeanette Bierdermann
- Italië: met Giorgia Todrani

In de Filipijnen verscheen er een versie met Kyla.

### Hitnotering

#### Nederlandse Top 40
| Positie: | 37 | 34 | 15 | 11 | 22 | 19 | 22 | 24 | 30 | 39 | uit |

#### NederlandseSingle Top 100
| Positie: | 83 | 65 | 48 | 46 | 29 | 28 | 13 | 7 | 11 | 13 | 15 | 16 | 22 | 32 | 47 | 61 | 83 | uit |

#### BelgischeBRT Top 30
| Positie: | 20 | 12 | 12 | 12 | 12 | 11 | 9 | 7 | 10 | 11 | 14 | 15 | 15 | 23 | uit |

#### VlaamseUltratop 30
| Positie: | 34 | 21 | 21 | 21 | 21 | 20 | 15 | 14 | 16 | 20 | 24 | 25 | 25 | 45 | uit |